# Leichtathletik-Länderkampf der Frauen 1971 Sowjetunion – BR Deutschland
| 14. Leichtathletik-Länderkampf mit bundesdeutscher Beteiligung 1971 | 14. Leichtathletik-Länderkampf mit bundesdeutscher Beteiligung 1971 |
| ------------------------------------------------------------------- | ------------------------------------------------------------------- |
|                                                                     |                                                                     |
| Ländervergleich der Frauen: Sowjetunion – BR Deutschland            |                                                                     |
| Austragungsort                                                      | Kiew                                                                |
| Wettbewerbe                                                         | 13                                                                  |
| Datum                                                               | 18./19. September                                                   |
| 1. FRG 2. URS                                                       | 68 Punkte 67 Punkte                                                 |
| Chronik                                                             |                                                                     |
| ← URS-FRG (M)                                                       | DNK-FRG (F) →                                                       |

Als vierzehnter Vergleich des Länderkampfjahres 1971 fand parallel zum Männerwettbewerb die Frauenbegegnung zwischen der Bundesrepublik Deutschland und der Sowjetunion statt. Am 18./19. September war der Austragungsort Kiew. Die Frauen trafen hier zum dritten Mal auf diesen Gegner. Die bundesdeutschen Leichtathletinnen hatten ihre Aufeinandertreffen 1958 in München und 1959 in Moskau verloren. Am zweiten Tag dieses Länderkampfs trug ein in Zweitbesetzung angetretenes bundesdeutsches Frauenteam einen Vergleich mit Dänemark aus.

## Wettbewerb und Modus
Auf dem Programm standen die inzwischen üblichen dreizehn Wettbewerbe, die das damalige olympische Frauenprogramm komplett abdeckten und darüber hinaus den 1500-Meter-Lauf und die 4-mal-400-Meter-Staffel beinhalteten. Anstelle des Hürdenlaufs über 80 Meter wurde wie bei den Olympischen Spielen ab 1972 der 100-Meter-Hürdenlauf ausgetragen. Gewertet wurde in allen Disziplinen nach dem Standardsystem.

## Ergebnis
In dieser Begegnung ging es äußerst eng zu. Im läuferischen Bereich waren die bundesdeutschen Athletinnen mit fünf Disziplinsiegen bei zwei Doppelerfolgen gegenüber einem Sieg der sowjetischen Sportlerinnen hoch dominant. Die Staffeln sowie der Bereich Sprung waren komplett ausgeglichen. Jedes Team entschied je eine Staffel sowie je einen Sprungwettbewerb (diesen jeweils per Doppelerfolg) für sich. In der Kategorie Wurf/Stoß waren die Sowjetunion die eindeutig stärkere Nation. Die sowjetischen Frauen gewannen hier alle drei Disziplinwertungen, zwei davon per Doppelerfolg. Am Ende setzten sich die Leichtathletinnen der Bundesrepublik Deutschland bei 68 zu 67 Punkten mit einem einzigen Punkt Vorsprung gegen ihre Kontrahentinnen durch und verkürzten die Gesamtbilanz somit auf eins zu zwei.

## Resultate

### 100 m
| Platz | Athletin               | Land | Zeit (s) |
| ----- | ---------------------- | ---- | -------- |
| 1     | Ingrid Mickler-Becker  | FRG  | 11,4     |
| 2     | Inge Helten            | FRG  | 11,5     |
| 3     | Nadeschda Besfamilnaja | URS  | 11,6     |
| 4     | Galina Mitrokhina      | URS  | 11,7     |

Datum: 18. September

### 200 m
| Platz | Athletin          | Land | Zeit (s) |
| ----- | ----------------- | ---- | -------- |
| 1     | Inge Helten       | FRG  | 23,2     |
| 2     | Heide Rosendahl   | FRG  | 23,6     |
| 3     | Raissa Nikanorowa | URS  | 24,1     |
| 4     | Marina Sidorowa   | URS  | 24,3     |

Datum: 19 September

### 400 m
| Platz | Athletin              | Land | Zeit (s) |
| ----- | --------------------- | ---- | -------- |
| 1     | Inge Bödding          | FRG  | 54,7     |
| 2     | Natalja Tschistjakowa | URS  | 54,8     |
| 3     | Gisela Ellenberger    | FRG  | 55,1     |
| 4     | Ljudmila Aksjonowa    | URS  | 56,3     |

Datum: 18. September

### 800 m
| Platz | Athletin            | Land | Zeit (min) |
| ----- | ------------------- | ---- | ---------- |
| 1     | Hildegard Falck     | FRG  | 2:03,8     |
| 2     | Tamara Kasatschkowa | URS  | 2:05,0     |
| 3     | Eva Hansumäe        | URS  | 2:07,0     |
| 4     | Sylvia Schenk       | FRG  | 2:07,1     |

Datum: 18 September

### 1500 m
| Platz | Athletin         | Land | Zeit (min) |
| ----- | ---------------- | ---- | ---------- |
| 1     | Tamara Pangelowa | URS  | 4:15,0     |
| 2     | Christa Merten   | FRG  | 4:20,0     |
| 3     | Ellen Tittel     | FRG  | 4:21,4     |
| 4     | Galina Tipichina | URS  | 4:24,2     |

Datum: 19 September

### 100 m Hürden
| Platz | Athletin             | Land | Zeit (s) |
| ----- | -------------------- | ---- | -------- |
| 1     | Heide Rosendahl      | FRG  | 13,4     |
| 2     | Tatjana Polubojarowa | URS  | 13,6     |
| 3     | Djalkhina            | URS  | 13,9     |
| 4     | Gudrun Gülck         | FRG  | 14,3     |

Datum: 18 September

### 4 × 100 m Staffel
| Platz | Besetzung      | Land                                                                        | Zeit (s) |
| ----- | -------------- | --------------------------------------------------------------------------- | -------- |
| 1     | BR Deutschland | Bärbel Hähnle Heide Rosendahl Christine Tackenberg Ingrid Mickler-Becker    | 44,4     |
| 2     | Sowjetunion    | Ljudmila Scharkowa Nadeschda Besfamilnaja Marina Sidorowa Galina Mitrokhina | 44,9     |

Datum: 18. September

### 4 × 400 m Staffel
| Platz | Besetzung      | Land                                                                   | Zeit (min) |
| ----- | -------------- | ---------------------------------------------------------------------- | ---------- |
| 1     | Sowjetunion    | Halyna Kamardina Natalja Tschistjakowa Wera Popkowa Ljudmila Aksjonowa | 3:42,0     |
| 2     | BR Deutschland | Gisela Ellenberger Christel Frese Hildegard Falck Inge Bödding         | 4:09,4     |

Datum: 19 September
Christel Frese erlitt während des Laufes eine Muskelverletzung, kämpfte sich aber noch ins Ziel.

### Hochsprung
| Platz | Athletin          | Land | Höhe (m) |
| ----- | ----------------- | ---- | -------- |
| 1     | Antonina Lasarewa | URS  | 1,74     |
| 2     | Adelaide Gertig   | URS  | 1,71     |
| 3     | Renate Gärtner    | FRG  | 1,65     |
| 4     | Rosemarie Hieksch | FRG  | 1,65     |

Datum: 18 September

### Weitsprung
| Platz | Athletin              | Land | Weite (m) |
| ----- | --------------------- | ---- | --------- |
| 1     | Ingrid Mickler-Becker | FRG  | 6,66      |
| 2     | Heide Rosendahl       | FRG  | 6,60      |
| 3     | Helēna Ringa          | URS  | 6,41      |
| 4     | Alla Smirnowa         | URS  | 6,30      |

Datum: 19 September

### Kugelstoßen
| Platz | Athletin           | Land | Weite (m) |
| ----- | ------------------ | ---- | --------- |
| 1     | Antonina Iwanowa   | URS  | 18,57     |
| 2     | Jelena Korabljewa  | URS  | 17,63     |
| 3     | Sigrun Kofink      | FRG  | 16,18     |
| 4     | Brigitte Berendonk | FRG  | 15,37     |

Datum: 19. September

### Diskuswurf
| Platz | Athletin           | Land | Weite (m) |
| ----- | ------------------ | ---- | --------- |
| 1     | Faina Melnik       | URS  | 63,20     |
| 2     | Liesel Westermann  | FRG  | 61,72     |
| 3     | Ljudmila Murawjowa | URS  | 55,68     |
| 4     | Brigitte Berendonk | FRG  | 54,84     |

Datum: 18. September

### Speerwurf
| Platz | Athletin           | Land | Weite (m) |
| ----- | ------------------ | ---- | --------- |
| 1     | Nina Marakina      | URS  | 62,04     |
| 2     | Walentina Ewers    | URS  | 55,68     |
| 3     | Anneliese Gerhards | FRG  | 54,84     |
| 4     | Ameli Koloska      | FRG  | 54,80     |

Datum: 19 September